# Thomas Audley Bate
Pour les articles homonymes, voir Thomas Bate et Bate.
Thomas Audley Bate (12 mars 1913–21 septembre 1967) est un homme politique canadien de la Colombie-Britannique. Il est député provincial créditiste de la circonscription britanno-colombienne de Vancouver-Point-Grey de 1953 à 1963 et de Vancouver South de 1966 jusqu'à son décès d'une crise cardiaque en 1967,.